# 데쿠르신

데쿠르신(decursin C₁₉H₂₀O₅)은  당귀(Angelica gigas Nakai,AGN)의 주요 유효 성분이다. 뇌세포의 손상을 막고, 독성을 차단하여 뇌를 보호하고 뇌경색과 치매를 예방하는 효과가 있다고 보고된바있다. 항염증 및 항종양 그리고 혈액순환등의 안정화등에서 지속적인 보고가 이루어지고 있다.

## KAGN
특히 한국 당귀 나카이 종(KAGN 또는 참당귀,Korean Angelica gigas Nakai)에 대한 연구결과에서 감염(infection) 및 염증(inflammation)에서 세포간 항염증 작용기전 그리고 종양 및 암등에서 항종양의 메커니즘을 보여주는 생체내 효능이 주요하게 지속적으로 언급되고 있다.

## 파이라노쿠마린
파이라노쿠마린(pyranocoumarin)은 데쿠르신(D,decursin), 데쿠르시놀 안겔레이트(DA,decursinol angelate), 노다케닌(nodakenin)등의 주요성분으로 쿠마린(coumarin)의 주요성분이다.

## 지방대사
내장 지방(visceral adiposity)은 대사 장애 및 심혈관 질환과 밀접한 관련이 있다고 잘 알려져있다. 이러한 맥락에서 AGN(Angelica gigas Nakai)는 특히 D,DA의 주요 성분에서 항비만 효과가 내장지방조직(VAT) 및 지방합성효소(FAS)의 작용기전에서 유효한 성능을 확인할 수 있다고 언급하고 있다.

## 같이 보기
- 비스나딘(visnadin)
- 안토시아닌
- 마메신(marmesin)
- 락투카리움